# Shin Megami Tensei: Imagine
Shin Megami Tensei: Imagine est un jeu vidéo de type MMORPG développé par Cave et édité par Atlus, sorti en 2007 sur Windows.

## Accueil
- Gamezebo : 3,5/5[1]